# Gustav Brauner
Gustav Brauner (* 16. Oktober 1880 in Tillendorf, Österreich-Ungarn; † 3. März 1966 in Memmingen) war ein deutscher Maler.

## Leben
Brauner wurde als Sohn eines Freihofbesitzers geboren. Er studierte von 1896 bis 1900 Bautechnik in Brünn, dann von 1901 bis 1905 an der Akademie der bildenden Künste Wien bei Julius Victor Berger, wo er einen Preis für ein Aktgemälde erhielt. Von 1906 bis 1922 war er Kunsterzieher an der deutschen Realschule und am Mädchenlyzeum in České Budějovice. Bereits zu dieser Zeit malte Brauner Landschaftsbilder des Böhmerwaldes. Nach der Auflösung der deutschen Schulen nach dem Ersten Weltkrieg und der Unabhängigkeit der Tschechoslowakei wurde er ohne Anspruch auf Ruhegehalt entlassen. Er zog daraufhin 1922 nach Uničov und war dort als freischaffender Künstler tätig. Zu dieser Zeit entstanden seine bekannten Heimatbilder aus Mähren. Brauner war 1942 mit zwei Aquarellen auf der Großen Deutschen Kunstausstellung in München vertreten. Bei der Vertreibung 1946 blieben alle Werke in seiner alten Heimat zurück. Er reiste zu seiner Tochter nach Spanien, wo er Stipendien erhielt. Die Zeit in Spanien gehört zu seiner dritten Schaffensphase. Im führenden Madrider Kunstsalon führte er Ausstellungen durch. Nachdem seine Tochter 1955 im diplomatischen Dienst nach Amerika versetzt worden war, zog er ins oberschwäbische Memmingen. Dort starb er am 3. März 1966. Er malte in Aquarelltechnik Porträts. Sein Hauptwerk befasste sich allerdings mit Landschaften und Veduten von Böhmen, Nordmähren, Österreichisch Schlesien und Österreich.

## Anerkennungen und Preise
- Auszeichnung zur Förderung deutscher Wissenschaft, Kunst und Literatur für Böhmen in Prag
- Fürst Schwarzenberg berief ihn nach Třeboň, um das Schloss Třeboň und dessen Umgebung zu malen
- Ehrenbürger von Tillendorf